# 端恩
宗室端恩（穆麟德轉寫：uksun duwanen；1788年11月9日—1826年6月19日，乾隆五十三年十月十二日卯時—道光六年五月十四日亥時），愛新覺羅氏，正藍旗滿洲人，遠支宗室正藍旗第三族奕字輩，清朝大臣、將領，睿恭親王淳穎第四子，封爵第五任世襲罔替睿親王，諡勤。

## 生平
嘉慶七年（1802年）六月，襲封和碩睿親王。
九年（1804年）十月，命在乾清门行走。
十一年（1806年）十月，授正紅旗蒙古都統。十一月，充管纛大臣。
十四年（1809年）六月，轉任鑲紅旗漢軍都統。
十六年（1811年）九月，兼授正黃旗領侍衛內大臣。
十七年（1812年）正月，解任領侍衛內大臣，四月，解管纛大臣。
十八年（1813年）八月，復充管纛大臣。
二十年（1815年）八月，解任管纛大臣與鑲紅旗漢軍都統。
二十一年（1816年）七月，授正藍旗蒙古都統。
二十三年（1818年）十月，因病告退。
道光元年（1821年）九月，授十五善射，同月兼授十五善射處管理大臣。
二年（1822年）四月，授正白旗漢軍都統。十月，兼充閱兵大臣。
六年（1826年）五月十四日薨，年三十九歲。諡勤。

## 家族
- 本生七世祖：豫通親王多鐸。
- 承繼七世祖：睿忠親王多爾袞。
- 六世祖：貝勒多爾博。
- 五世祖：鎮國公蘇爾發。
- 高祖父：輔國公塞勤。
- 曾祖父：恪勤輔國公功宜布。
- 祖父：豫恪郡王如松。
- 父：睿恭親王淳穎。
- 母：富察氏，淳穎嫡福晉，大學士一等忠勇公傅恆之女。
- 兄：睿愼親王寶恩，襲睿親王，官正黃旗領侍衛內大臣。娶章佳氏，大學士慶桂之女。

## 妻室
- 嫡福晉：鈕祜祿氏，尙書承恩公恭阿拉之女，孝和睿皇后之季妹。
- 側福晉：趙佳氏，三達色之女。
- 庶福晉：鈕祜祿氏，虎勒之女。

## 子女
- 六子：睿僖親王仁壽，側趙佳氏所生，襲睿親王，官至宗人府左宗正、領侍衛內大臣。娶伊拉里氏，員外郎錦明之女；繼娶赫舍里氏，內閣侍讀學士琦琛之女。